# 背棘三棱角箱魨
背棘三棱角箱魨為輻鰭魚綱魨形目鱗魨亞目箱魨科的其中一種，為熱帶海水魚，分布於東大西洋區，包括亞速群島、聖赫勒拿島、亞森松島、聖多美、迦納及安哥拉海域，棲息深度3-25公尺，體長可達50公分，棲息於沙石底質水域，生活習性不明。